# Barbara Dare
Barbara Dare (27 de febrer de 1963, Wayne, Nova Jersey) és el nom artístic d'una exactriu pornogràfica. Va ser una de les actrius que van actuar per a la productora Vivid, i és una de les estrelles de la revista AVN; a més està inclosa en el saló de la fama de l'associació XRCO.

## Carrera
Dare va començar a aparèixer en pel·lícules eròtiques a mitjan anys 80, i també va posar per a revistes eròtiques com ara Hustler, Swank i High Society. L'any 1989, va escriure juntament amb l'actriu pornogràfica Stephanie Swift, un article mensual en la revista Swank. Dare va ser una de les estrelles de les pel·lícules pornogràfiques dels anys 80. Va aparèixer en escenes amb diversos actors i actrius pornogràfics; entre les actrius cal destacar Tracey Adams i Ginger Lynn. Barbara va esdevenir una de les primeres dones en la indústria del cinema porno a signar un contracte exclusiu amb la productora Essex Video per filmar 10 pel·lícules l'any, i cobrava un salari anual de 150,000 dòlars, més tard deixaria l'estudi per signar per la productora Vivid, i va esdevenir una de les primeres noies Vivid. Dare va aparèixer en la seva darrera pel·lícula l'any 1994.

## Aparicions
Dare fou entrevistada el 1987 en l'episodi de la sèrie de notícies per a la televisió Frontline respecte a la seva opinió sobre la defunció de Shauna Grant. Barbara també va tenir petits papers en produccions no eròtiques i en pel·lícules de sèrie B.

## Filmografia parcial
- Slippery when wet (1986)
- Blame it on Ginger (1986)
- Barbara the Barbarian (1987)
- Ginger and Spice (1987)
- Girls who Dig Girls 8 (1988)
- Barbara Dare's Bad (1988)
- Angela Baron Takes a Dare (1988)
- Sex in Dangerous Places (1988)
- Wet Pink (1989)
- For Her Pleasure Only (1989)
- Ginger then and now (1990)
- Where the Boys Aren't 2 (1990)
- Lick Bush (1992)
- Bratgirls (1992)
- Evil Toons (1992)
- Hannah Does Her Sisters (1986)

## Premis
- 1987 Premi AVN per a la millor nova starlet
- 1989 Premi AVN per a la millor actriu per Naked Stranger
- 1990 Premi AVN per a la millor escena femenina per True love amb April West
- Saló de la fama de l'AVN
- Saló de la fama de la XRCO